# Monte Patria (ort)
Monte Patria är en ort i Chile.   Den ligger i provinsen Provincia de Limarí och regionen Región de Coquimbo, i den centrala delen av landet, 300 km norr om huvudstaden Santiago de Chile. Monte Patria ligger 429 meter över havet och antalet invånare är 13 945.
Terrängen runt Monte Patria är kuperad åt sydväst, men åt nordost är den bergig. Det finns inga andra samhällen i närheten.
Omgivningarna runt Monte Patria är i huvudsak ett öppet busklandskap. Runt Monte Patria är det glesbefolkat, med 11 invånare per kvadratkilometer.